# Dzień w Juriewie
Dzień w Juriewie (ros. Юрьев день) – rosyjski dramat filmowy z 2008 roku w reżyserii Kiriłła Sieriebriennikowa. Wyróżniony m.in. Grand Prix na Warszawskim Międzynarodowym Festiwalu Filmowym.